# 五輪峠 (岩手県)
五輪峠（ごりんとうげ）は、岩手県花巻市、同県遠野市、奥州市の境界となっている峠。岩手県道174号小友米里線が経由している。標高は556m。

## 概要
峠名については、葛西大崎一揆によって葛西氏が攻められたとき、従軍して戦死した父の菩提を弔うため上野の子息日向が寛永年間に建立した（江刺郡志）という、五輪塔が道脇に建っていることから、「五輪峠」の名で呼ばれるようになった。
この峠には人首街道、遠野街道が通っていた。峠はかつての盛岡藩領と仙台藩領の藩境で、麓には両藩の境目番所があった。明治中期まで遠野と江刺（現 奥州市江刺区）を結ぶ唯一の街道であった。
宮沢賢治も何度か訪れており、1924年（大正13年）3月に水沢緯度観測所に行くために峠を越えたときのスケッチから詩「五輪峠」が作られた。2005年（平成17年）3月2日には宮沢賢治ゆかりのイーハトーブの風景地（6か所一括）の一つとして国の名勝に指定された。